# Martin N’Dongo
Martin N’Dongo Ebanga (* 23. März 1966; † 6. März 2024) war ein kamerunischer Boxer.
Den größten Erfolg seiner Karriere feierte N’Dongo 18-jährig bei den Olympischen Sommerspielen 1984 in Los Angeles. Im Leichtgewicht (bis 60 kg) drang er bis in das Halbfinale vor. Dort wurde er dann aber von dem Puerto-Ricaner Luis Ortiz besiegt und musste sich mit der Bronzemedaille begnügen.
Vier Jahre später trat er auch bei Olympischen Sommerspielen in Seoul an, schied er im Halbweltergewicht bereits in der zweiten Runde aus.
1997 bestritt er in Luxemburg und Frankreich zwei Profikämpfe, die er jeweils nach Punkten gewann.

## Belege
1. ↑  Cameroun: Martin Ndongo Ebanga est décédé. Auf: journalducameroun.com vom 7. März 2024.

| Personendaten    | Personendaten                               |
| ---------------- | ------------------------------------------- |
| NAME             | N’Dongo, Martin                             |
| ALTERNATIVNAMEN  | N’Dongo Ebanga, Martin (vollständiger Name) |
| KURZBESCHREIBUNG | kamerunischer Boxer                         |
| GEBURTSDATUM     | 23. März 1966                               |
| STERBEDATUM      | 6. März 2024                                |